# Автошлях Т 1618
Автошля́х Т 1618 (/Р-33/ — Роздільна — Єреміївка — /М-05/) — автомобільний шлях територіального значення в Одеській області. Проходить на півдні Роздільнянського району через Степанівку — Роздільну — Єреміївку. Загальна довжина — 36,786 км. Об'єднує Роздільнянську міську та Степанівську сільську громади.
З'єднує адміністративний центр Роздільнянського району м. Роздільна з автошляхами E95М05 та Р33.
Траса є частиною майбутнього Подільського аграрного шляху, покликаного перерозподілити транспортні потоки в сторону портів і прикордонних переходів, так як Поділля має великий транзитний потенціал в напрямі Молдови, Румунії та Західної Європи.
Загальна довжина — 36,786 км, номер ділянки — 5432, клас ділянки — IV.

## Маршрут
Автошлях проходить через такі населені пункти:
| Автошлях Т 1618       |                   |
| Одеська область       |                   |
| Роздільнянський район |                   |
| Степанівка            | Р33               |
| Роздільна             | С161903 С161925   |
| Петро-Євдокіївка      | О160506 С161931   |
| Новоукраїнка          | С161910 С161934   |
| Шеметове              | С161914           |
| Єреміївка             | С161932           |
|                       | перетин із E95М05 |

Будівництво траси було розпочато в 1967 році.
В межах Роздільної траса проходить вулицею Кишинівською (близько 7 км). У Петро-Євдокіївці проходить вулицею Богдана Хмельницького, у Шеметове — Садовою вулицею, у Єреміївці — Центральною вулицею.
Частина шляху від Степанівки до Роздільної була в минулому губернським під'їзним шляхом від села Розалівка (тоді адміністративний центр Розалівської волості) через річку Кучурган і хутір Матишів до станції Роздільна. Починався він з села Андріяшівка (зараз Стара Андріяшівка).
Ділянка від Роздільної до Петро-Євдокіївки (близько 11 км) раніше збігалася з трасою Т 1619, поки цю трасу не скоротили до станції Вигода.
У жовтні 2019 року через аварійний стан дороги місцеві жителі перекривали тунельний шляхопровід Р-33 Кучурган — Подільск — Балта з вимогою здійснити капітальний ремонт автошляху.
У рамках програми «Велике будівництво» у 2021 році відбувся капітальний ремонт ділянки автошляху від траси Р33 до Роздільної.